# Linzey Cocker
Linzey Louise Cocker (Salford, 19 maggio 1987) è un'attrice britannica.

## Biografia
Sposata con l'attore Oliver Lee, che le ha dato un figlio, Bow Anokee Lee, nato il 27 gennaio 2011. Il secondo nome del figlio in lingua nativa americana significa "attore". Linzey e il marito hanno spesso recitato insieme in diverse serie televisive.

## Filmografia parziale

### Cinema
- Wild Child (2008)
- Is Anybody There? (2008)
- 4.3.2.1. (2010)
- Enemies Closer (2013)

### Televisione
- Shameless (2006)
- Waterloo Road (2010-2011)
- In the Flesh (2014)
- The Musketeers (2015)